# San Cipriano d'Aversa
San Cipriano d'Aversa (Sanciupriène in dialetto locale) è un comune italiano di 13 354 abitanti della provincia di Caserta in Campania. Ha fatto parte dal 1928 al 1946 del comune di Albanova che raggruppava oltre alla stessa San Cipriano anche il comune di Casal di Principe e quello di Casapesenna (che fino al 1973 era una frazione di San Cipriano d'Aversa).

## Geografia fisica
Il comune è situato nell'agro aversano, al centro della pianura campana. Sorge nei campi Leporini, nella bassa valle del Volturno,alla sinistra dei Regi Lagni.

## Origini del nome
Il nome è ispirato e riflette il culto del patrono del paese san Cipriano. La specifica "d'Aversa" lo distingue dagli omonimi.

## Storia
Menzionato per la prima volta nel XII secolo, fu casale di Aversa. Nel Settecento divenne feudo dei Di Capua, nobile famiglia napoletana.
I principi Di Capua (in antiquo Archieposcopis Altavillae) governarono sul Principato di Capua, che comprendeva un'area a nord di Napoli, che passava per l'Agro aversano sino al basso Lazio e l'Agro Pontino, comprendendo Capua, Cassino e Gaeta. Il secondogenito della famiglia Di Capua (o De Capoa) fu nominato Duca di San Cipriano e successivamente, per matrimonio ed in linea femminile, questo andò alla famiglia Del Tufo, per poi ritornare per matrimonio ai De Capoa. Successivamente il duca De Capoa con un matrimonio con la famiglia Luongo di Napoli acquisì il secondo cognome divenendo Capoa Luongo (oggi Capoluongo).
Nel 1806 furono emanate le leggi eversive della feudalità che comportarono la fine dei privilegi feudali nel Regno di Napoli e l'inizio dell'amministrazione comunale.
Dopo l'unità d'Italia San Cipriano assunse l'attuale denominazione di San Cipriano d'Aversa. Nel 1928 il comune venne fuso con Casal di Principe, formando Albanova.
Nel 1946 Albanova venne disciolto, e San Cipriano recuperò la propria autonomia. Nel 1973 la superficie del comune si ridusse, in quanto la frazione Casapesenna si staccò da San Cipriano, divenendo un comune autonomo.

## Monumenti e luoghi d'interesse

### Architetture religiose
- Chiesa della Santissima Annunziata (XVII secolo), accoglie un ipogeo, risalente probabilmente al 1600. Nel 1792 fu restaurato l’altare maggiore e nel 1877 fu intronizzata la statua lignea raffigurante il mistero dell’Annunciazione. In seguito ha subito ulteriori e vari restauri. Di vago stile barocco, sorge sopraelevata rispetto alla strada, ha forma rettangolare. La facciata, semplice e lineare, è affiancata dal campanile.
- Chiesa di Santa Croce (chiesa madre), del XVI secolo. Si accede con una doppia gradinata, è a tre navate, con l'altare maggiore dedicato alla Santa Croce. Nella navata destra si trova un altare dedicato a san Cipriano, mentre altre cappelle sono dedicate alla Madonna, al Sacro Cuore di Gesù ed a sant'Antonio. In una delle cappelle laterali si ammira un affresco del '500, raffigurante la Madonna del Carmine, ed un delicato ciborio d'argento. Anche il battistero risale al 1550. Il campanile fu eretto successivamente e con l'orologio funge anche da torre civica. Nell'ordine inferiore della facciata sono incastrati due portali rinascimentali, mentre in quello superiore trovano posto le statue di S. Pietro e S. Paolo.
- Parrocchiale di San Giuseppe, costruita nel 1983, è di stile lineare e moderno. Sulla parte alta della facciata sono poggiate quattro colonnine che reggono una simbolica piccola campana.
- Santuario Mia Madonna e Mia Salvezza detto anche "il Tempio". Costruito per volontà di don Salvatore Vitale.[7][8] La prima pietra fu fatta pervenire dalla basilica dell'Annunziata in Nazareth. Il santuario venne inaugurato il 7 agosto del 1988 e il 13 novembre 1990 il papa san Giovanni Paolo II incontra una folla immensa che lo aspetta al Santuario.[9]
- Cappella di San Nicola (XV secolo).
- Cappella di San Giuda.
- Cappella di San Filippo Neri (XVII secolo).
- Cappella dell'Incoronata.

### Architetture civili
- Palazzo Capoluongo (De Capoa Luongo)- Diana (XV secolo con cappella di San Taddeo apostolo)
- Palazzo Bevilacqua (XVIII secolo)
- Palazzo Ducale (De Capoa XIII-XIV secolo e rimaneggiato nel Seicento)
- Palazzo della Gatta (XVIII secolo)
- Palazzo Serao (XVII secolo)

#### Piazze
- Piazza Marconi
- Piazza Caduti sul lavoro
- Piazza Angelo Riccardo
- Piazza dei Normanni (piazza Montecorvino)
- Piazza Falcone e Borsellino
- Piazza Carlo Alberto Dalla Chiesa
- Piazza San Giuseppe

## Società

### Evoluzione demografica
Abitanti censiti

### Lingue e dialetto
Accanto all'italiano è diffuso il dialetto casalese, una versione del napoletano parlato anche a Casal di Principe e Casapesenna (ed, in misura minore, a Villa Literno, Villa di Briano, Frignano e San Marcellino), diretta filiazione del latino. Presenta delle particolarità fonetiche, morfologiche e sintattiche diverse dal napoletano. Una delle peculiarità è di sostituire la lettera A con la lettera E. Un comune esempio è quello di modificare l'espressione idiomatica staj accis (utilizzata per indicare persone miserevoli) in stej accis.

### Problemi sociali
San Cipriano d'Aversa è, insieme a Casal di Principe, il paese d'origine di molti esponenti del clan camorristico dei casalesi, le cui attività illegali si diramano in ampi settori dell'economia locale e regionale, con ramificazioni persino internazionali.
Del paese ha scritto Roberto Saviano nel suo romanzo Gomorra, individuandolo come il centro indiscusso della camorra casertana.
L'amministrazione del comune è stata sciolta due volte per infiltrazioni camorristiche.

## Cultura

### Istruzione

#### Biblioteca
Nel settembre 2020, è stato completato il centro polifunzionale presso un bene confiscato nel Comune di San Cipriano d'Aversa, in VII Traversa Luigi Caterino. Oltre alle altre opportunità che offre, il centro ospita anche la Biblioteca Comunale.

#### Scuole
Nel comune di San Cipriano d'Aversa si trova l'Istituto Autonomo Comprensivo "Mattia De Mare", diviso in vari plessi: infanzia "Plesso Leopardi" e "Plesso Serao"; elementari "Plesso Starza"; medie "Plesso Schipa".
Sul territorio è presente inoltre una scuola superiore, il Liceo Scientifico Statale "Emilio Gino Segrè".

### Prodotti tipici

#### Vino Asprinio
Il vino Asprinio è un prodotto tipico della zona aversana. In epoca angioina Louis Pierrefeu, cantiniere di Roberto d'Angiò, individuò nell'agro aversano il suolo per piantare le viti che assicurassero alla corte una riserva di spumanti. I tralci di vite, appoggiati ai pioppi, crescevano in altezza ed a festoni generando grappoli dai chicchi piccoli e verdognoli che, per il loro sapore leggermente acidulo, fu chiamata uva Asprinia. Questo tipo di coltivazione permette tra l'altro una maggiore utilizzazione del suolo, sul quale possono essere impiantate coltivazioni di bassa e media altezza. L'Asprinio è un marchio DOC: ha una gradazione di 11,50%, un sapore asciutto, un colore paglierino con riflessi verdognoli. È un vino da pasto e va bevuto fresco (10-12 °C). La versione spumante, nelle varianti brut e demi-sec, ha un profumo tipico ed un perlage sottile: si accompagna ad antipasti, piatti di pesce, di crostacei e di molluschi.

#### Mozzarella di bufala
Antichissimo è il consumo della mozzarella che risale al XII secolo. Si tratta di un formaggio fresco fatto con latte di bufala, di forma quasi sferica, di colore bianco lucente e con superficie liscia ed elastica. Numerosi sono i caseifici nell'agro aversano che esportano la mozzarella in tutto il mondo e che nel 1993 hanno avuto riconosciuto il marchio D.O.P. che assicura al consumatore l'alta qualità del prodotto. La presenza delle bufale nei territori del Basso Volturno risale a circa 1000 anni fa. Questi grossi animali pascolavano nelle zone paludose allo stato brado. I contadini dell'epoca cominciarono ad utilizzare il latte delle bufale (la mungitura avveniva in presenza del vitello della bufala): il latte raccolto veniva riscaldato e poi lavorato. La mozzarella va mangiata fresca e a temperatura ambiente, anzi si consiglia, prima di consumarla, di tenerla qualche minuto in acqua tiepida.

### Cucina locale

#### Carciofi alla brace
Localmente chiamati carcioffole arrustut, i "carciofi alla brace" sono un classico piatto dei sanciprianesi, tradizionalmente preparato durante il periodo pasquale, anche se è un piatto per tutte le stagioni (materia prima permettendo). I carciofi arrostiti sono tipici dell'agro aversano ed in genere della provincia di Caserta. Attualmente a San Cipriano e dintorni essi sono preparati e venduti da ambulanti, soprattutto nei giorni di festa. Vengono conditi a crudo con olio, sale, aglio, prezzemolo e molto pepe e poi cotti sulla brace, ricoperti da un cartone leggero inumidito.

## Infrastrutture e trasporti

### Stazione ferroviaria
Il paese è servito dalla stazione di Albanova, una fermata ferroviaria posta sul tronco comune alle linee Roma-Formia-Napoli e Villa Literno-Cancello. È posta nel centro abitato di San Cipriano d'Aversa, ma prende il nome dal comune di Albanova, che in passato raggruppava, oltre alla stessa San Cipriano d'Aversa, anche Casal di Principe. La fermata è servita da treni regionali svolti da Trenitalia nell'ambito del contratto di servizio stipulato con la Regione Campania.
La stazione è dotata di: 2 binari, sottopassaggio, parcheggio esterno non custodito e cavalcavia.

### Mobilità urbana
Il paese è attraversato da bus pubblici A.IR Campania (che esercita alcune linee ex CTP).
Fra il 1912 e il 1960 il comune era collegato con Napoli mediante la tranvia Aversa-Albanova, costruita per iniziativa della società belga Société Anonyme des Tramways Provinciaux (SATP).

### Strade
San Cipriano d'Aversa confina con il comune di Casal di Principe, che possiede uno svincolo sulla SS 7 bis var Asse di supporto Nola-Villa Literno.
Le strade provinciali presenti sul territorio comunale sono:
- Strada Provinciale 323 via Acquaro.
- Strada Provinciale 15 Corso Umberto I.
- Strada Provinciale 200 San Marcellino-Casapesenna.
- Strada Provinciale 340 Variante di Casapesenna.

## Amministrazione
| Periodo                                                  | Periodo         | Primo cittadino | Partito                                | Carica                    | Note                                |
| -------------------------------------------------------- | --------------- | --------------- | -------------------------------------- | ------------------------- | ----------------------------------- |
| Ernesto Bardellino                                       | giugno 1982     | 21 marzo 1984   | PSI                                    | Sindaco                   | Fratello di Antonio Bardellino      |
| Paolo Caterino                                           | 22 marzo 1984   | 12 maggio 1985  | PSDI                                   | Sindaco                   | [ 18 ] [ 19 ]                       |
| Carmine Iovine                                           | 2 luglio 1987   | 7 giugno 1990   | DC                                     | Sindaco                   | [ 20 ]                              |
| Carmine Iovine                                           | 13 giugno 1990  | 27 agosto 1992  | DC                                     | Sindaco                   | Scioglimento del Consiglio Comunale |
| Gerardina Basilicata, Ciro Cocozza, Giovanna Via         | 27 agosto 1992  | 12 giugno 1994  | -                                      | Commissione straordinaria | [ 20 ]                              |
| Angelo Raffaele Reccia                                   | 12 giugno 1994  | 24 maggio 1998  | PDS                                    | Sindaco                   | [ 20 ]                              |
| Angelo Raffaele Reccia                                   | 25 maggio 1998  | 7 maggio 2002   | Lista civica (CSX)                     | Sindaco                   | [ 20 ]                              |
| Giuseppe Di Marino                                       | 7 maggio 2002   | 27 maggio 2002  | -                                      | Commissario prefettizio   | [ 20 ]                              |
| Lorenzo Cristiano                                        | 27 maggio 2002  | 19 ottobre 2003 | Lista civica (CSX)                     | Sindaco                   | Deceduto in carica                  |
| Nicola Di Sarno                                          | 20 ottobre 2003 | 13 giugno 2004  | Lista civica (CSX)                     | Sindaco facente funzioni  | [ 20 ]                              |
| Enrico Martinelli                                        | 13 giugno 2004  | 19 marzo 2008   | Lista civica (CDX)                     | Sindaco                   | Scioglimento del Consiglio Comunale |
| Marcello Palmieri, Giuseppe Marani Sebastiano Giangrande | 20 marzo 2008   | 29 luglio 2009  | -                                      | Commissione straordinaria | [ 20 ]                              |
| Marcello Palmieri                                        | 29 luglio 2009  | 30 marzo 2010   | -                                      | Commissario prefettizio   | [ 20 ]                              |
| Enrico Martinelli                                        | 30 marzo 2010   | 14 agosto 2012  | PdL                                    | Sindaco                   | Scioglimento del Consiglio Comunale |
| Michele Campanaro                                        | 15 agosto 2012  | 26 ottobre 2014 | -                                      | Commissario prefettizio   | [ 20 ]                              |
| Vincenzo Caterino                                        | 27 ottobre 2014 | 21 ottobre 2020 | Lista civica "San Cipriano che vorrei" | Sindaco                   | [ 20 ]                              |
| Vincenzo Caterino                                        | 22 ottobre 2020 | In carica       | Lista civica "SiAmo San Cipriano"      | Sindaco                   | [ 20 ]                              |

## Sport

### Calcio
Squadra di calcio locale è la Sanciprianese, fondata nel 1978, che nel 2025-2026 milita in Prima Categoria Campania.